# 拟印痕球蛛
拟印痕球蛛（学名：Theridion subimpressum）为球蛛科球蛛属的动物。在中国大陆，分布于吉林等地。该物种的模式产地在吉林集安。